# Vestre Gudlholmen
Vestre Gudlholmen est une île dans le landskap Sunnhordland du comté de Vestland. Elle appartient administrativement à Øygarden.

## Géographie
Rocheuse et désertique, à l’exception d'une légère végétation, elle s'étend sur environ 365 m de longueur pour une largeur approximative de 93 m. 